# Flensburger Schiffbau-Gesellschaft
Flensburger Schiffbau-Gesellschaft (Flensborg Skibsværft) blev etableret som aktieselskab i 1872 tæt ved den nuværende dansk-tyske grænse i Flensborg-Nordstaden. Værftet har bygget mere end 700 skibe siden da. Skibsværftet er den dominerende industrivirksomhed i byen.
Flensborg Skibsværft er i dag specialiseret i at bygge moderne RoRo-skibe i en af verdens største overdækkede skibsbygningshaller. Hallen blev bygget i 1982 og er 275 meter lang. Værftet har omkring 700 ansatte (2019).
Den 31. oktober 2014 overtog den norske familie-virksomhed Siem Industries værftet med omkring 750 beskæftigede.
I februar 2019 købte selskabet Sapinda-Holding ejet af den tyske forretningsmand Lars Windhorst 76 % af aktierne og redede dermed værftet for en mulig konkurs. I august 2019 overtog Sapinda-Holding, der i mellemtiden blev omdøbt til Tennor Holding.

## Historie
1872 grundlagde fem Flensborg firmaer aktieselskabet Flensburger Schiffsbau-Gesellschaft (FSG). På Flensborg Havns vestside blev der erhvervet 27.135 m². Det første skib, der i 1875 blev søsat, var stålskibet Doris Brodersen. 1892 fulgte bygningen af en svømmedok der kunne bære skibe på op til 2300 tons. Allerede omkring 1900 havde værftet mere end 2000 ansatte, hvilket medførte en stor tilvandring sydfra.
Efterhånden blev skibsbygningspladsen udvidet og der kunne nu bygges skibe op til 8.000 BRT. 1901 blev det nye værft „Neue Werft“ taget i brug. Det gamle værft „Alte Werft“blev i første omgang anvendt til for udrustning og reparationer. 1912 havde værftet 2989 ansatte, der hvert år byggede tolv dampskibe med en samlet vægt på 615.000 BRT. En af hoved-aftagerne var "Deutsch-Australische Dampfschiffs-Gesellschaft", der mellem 1889 og 1914 fik bygget 36 skibe på værftet.
Under 1. verdenskrig kunne værftet fortsætte med at bygge handelsskibe og var derudover beskæftiget med at bygge dele til undervandsbåde, der blev bygget på andre tyske værfter.
Efter slutningen af krigen udvidedes værftet og igen bygge fire store fragtskibe. Finansielt gik det dårligt i 1920erne for værftet. Efter depressionen fra 1929 var der kun 200 beskæftigede tilbage og i årene 1930–1934 måtte værftet lukke. For at bevare værftet købte byen Flensborg 25 % af aktierne. Efterfølgende lykkedes det værftet at komme på fode igen. 1938 bestod kontrakterne for 20 skibe med tilsammen en dw på 108.900 tons, en svømmekran og en svømmedok for den tyske Kriegsmarine.
Fra 1941 til 1945 blev der afleveret 28 undervandsbåde. Til dette brug blev værftsarealet udvidet. Fra juni 1943 blev kun de påbegyndte både færdigbygget, af dem blev den sidste afleveret i januar 1945. derudover måtte værftet færdigbygge fem skibe fra Hamborg-værfet Blohm & Voss. I slutningen af 2. verdenskrig koncentrerede værftet sig igen om bygningen af undervandsbåde. Fem luftangreb på værftet kunne ikke forstyrre værftet; den sidste og sværeste var den 19. maj 1943, da der faldt 22 bomber på udrustningsværftet og 48 på skibsværftet.
1982 blev der bygget en 275 m lange Skibsbygningshal, som erstattede tre beddinger. Hallen har en bedding, hvor værftets søsætninger finder sted. Værftet gennemgik også en grundig sanering, og der blev bygget en ny bygning med forvaltnings og konstruktionskontorer.
1990 erhvervede rederiet Oldendorff Carriers virksomheden.
2008 fik værftet igen en ny ejer. Den siden 2005 beskæftigede forretningsfører Peter Sierk og investorer omkring Münchener Orlando Management GmbH overtog virksomheden.
Fra 2012 til 2014 byggede værftet en fragtfærge for det tyrkiske Ulusoy Sealines et container RoRo-skib for Oceanex (Canada) og to transportskibe til tunge laster
Den 30. august 2019 overtog det globale investeringsselskab Tennor Holding B.V. Flensburger Schiffbau-Gesellschaft (FSG), da Siem Europe S.a r.l. („Siem Europe“) overdrog sine restlige forretningsandele til Tennor Holding B.V (tidligere Sapinda Holding). Siem Europe involverede sig siden september 2014 i FSG og var i de sidste fem år hovedaftager af de forskellige nybygninger, derunder også 8 store RoRo færger.
- SS Sirius (1885)
- SS Kiel (1900)
- Passagerskibet Silvia (1901)
- Forsyningsskibet FGS Berlin (1999)
- Nybygning 731 Pauline (2007)
- RoRo-færgen Seatruck Progress (2011)
- Bilfærgen Caledonian MacBrayne (2014)
- RoRo færgen Searoad Mersey II (2016)
- RoRo færgen Gardenia Seaways (2017)